# John Neal (calciatore)
John Neal (Seaham, 13 aprile 1932 – Wrexham, 23 novembre 2014) è stato un allenatore di calcio e calciatore inglese.

## Carriera

### Calciatore
Difensore, dal 1949 al 1955 militò nelle file dell'Hull City e dal 1957 al 1958 nello Swindon Town. Nei tre anni seguenti giocò nell'Aston Villa, con la cui maglia visse l'apice della carriera. Con i Villans vinse la Second Division nel 1960 e, un anno più tardi, la prima edizione della League Cup. Chiuse la carriera nel Southend United, dove militò dal 1962 al 1965.
Nel 1968 fu nominato allenatore del Wrexham, che condusse sino ai quarti di finale della Coppa delle Coppe 1971-1972 dopo il trionfo in Coppa del Galles. Due anni dopo raggiunse i quarti di finale di FA Cup. Successe quindi a Jack Charlton al Middlesbrough, ma lasciò l'incarico per divergenze sulla politica di calciomercato del club.

### Allenatore
Nominato manager del Chelsea nel maggio 1981, con Ian McNeill come assistente, prese le redini di un club in una situazione movimentata. I primi anni videro la squadra lottare per evitare la retrocessione in Third Division, sventata nel 1982-1983 con una sofferta vittoria contro il Bolton Wanderers. Neal dimostrò anche grande talento da dirigente, mettendo sotto contratto giocatori come David Speedie, Kerry Dixon, Pat Nevin, Nigel Spackman e Eddie Niedzwiecki per meno di 500.000 sterline. Nel 1984, un solo anno dopo aver evitato la caduta in Third Division, il Chelsea fu promosso nella Second Division da primo classificato.
Tornato nella massima serie, grazie a Neal il club consolidò la propria posizione, fino a competere per la qualificazione nelle coppe europee, che comunque sarebbe stata resa vana dalla squalifica susseguente alla strage dell'Heysel. Neal guidò il Chelsea al sesto posto e si dimise per problemi di cuore. Si operò nel 1986.

## Palmarès

### Giocatore

#### Competizioni nazionali
- Second Division: 1

Aston Villa: 1959-1960
- Coppa di Lega inglese: 1

Aston Villa: 1960-1961

### Allenatore

#### Competizioni nazionali
- Coppa del Galles: 2

Wrexham: 1971-1972, 1974-1975
- Second Division: 1

Chelsea: 1983-1984

#### Competizioni internazionali
- Kirin Cup: 1

Middlesbrough: 1980